# Klein Bennebek
Klein Bennebek (dänisch: Lille Bennebæk) ist eine Gemeinde im Süden vom Kreis Schleswig-Flensburg in Schleswig-Holstein.

## Geografie

### Geografische Lage
Das Gemeindegebiet von Klein Bennebek erstreckt sich beidseits vom Landschaftsübergang der Naturräume Schleswiger Vorgeest und Eider-Treene-Sorge-Niederung westlich von Kropp am Bachlauf Kleine Bennebek. Sie durchzieht das Gemeindegebiet von Nordost nach Südwest und mündet in die Bennebek südwestlich von Alt Bennebek.

### Gemeindegliederung
Neben dem Dorf gleichen Namens befinden sich auch die Häusergruppen Barkhorn, Friedrichsanbau, Friedrichsneuland und Sandkuhle, die Einzelhofsiedlungen Bellevue und Berlin, sowie die Höfesiedlung Potsdam als weitere Wohnplätze im Gemeindegebiet.

### Nachbargemeinden
Direkt angrenzende Gemeindegebiete von Klein Bennebek sind:
| Börm        | Groß Rheide                                 | Klein Rheide |
| Bergenhusen | Kompassrose, die auf Nachbargemeinden zeigt | Kropp        |
| Meggerdorf  | Alt Bennebek                                |              |

## Geschichte
Der Ort Bennebek, dessen Name sich vom Namen eines in die Sorge mündenden Bachs ableitet, wurde 1340 erstmals als Bennebeke erwähnt. Zwischen Alt Bennebek und Klein Bennebek wurde erstmals 1542 unterschieden.
Klein Bennebek gehörte zur Gemeinde Friedrichswiese, bis diese am 1. April 1938 aufgelöst wurde. Klein Bennebek war eine der drei Nachfolgegemeinden.

## Politik

### Gemeindevertretung
Bei der Kommunalwahl am 14. Mai 2023 wurden insgesamt neun Sitze vergeben. Von diesen erhielt die Freie Wählergruppe Klein Bennebek sechs Sitze und die Allgemeine Wählergemeinschaft Klein Bennebek drei Sitze.

### Wappen
Blasonierung: „In Gold ein rotes Bauernhaus (Frontalansicht) zwischen zwei blauen Wellenbalken, begleitet beiderseits von einem aufrechten grünen Eichenblatt.“
Die Wellenbalken mit dem Bauernhaus dazwischen symbolisieren den Ortsnamen und gleichzeitig die Geschichte des Ortes, „der binnen den Bek“ (von Bächen umflossen) gegründet wurde. Die beiden Eichenblätter stehen für die ausgedehnten Eichenwälder, die bis heute die Landschaft um den Ort prägen.

### Ortsentwicklung
2021 erarbeitete die Dorfbevölkerung ein gemeinsames Dorfentwicklungskonzept, das den Wohnwert des Ortes erhöhen soll.

## Wirtschaft

### Wirtschaftsstruktur
Die Wirtschaft in der Gemeinde Klein Bennebek ist größtenteils von der Urproduktion der Landwirtschaft geprägt.

### Verkehr
Die Anbindung von Klein Bennebek erfolgt im motorisierten Individualverkehr über die durch das Gemeindegebiet führende schleswig-holsteinische Landesstraße 40. Die Querverbindung zwischen den Bundesstraßen 77 in Kropp und 202 in der Gemeinde Meggerdorf bei Erfde führt direkt südöstlich an der Dorflage vorbei. Hier zweigt die Landesstraße 188 ab, die ins Dorf und weiter auch in die Ortsteile Sandkuhle und Potsdam führt.

## Gesellschaft
Für das soziale Leben sind mehrere Vereine vor Ort aktiv, u. a.
- der SSV Klein Bennebek
- die Freiwillige Feuerwehr
- die Landjugendgruppe Lütt Bembek
- Fischereiverein
- Ortsverband Klein Bennebek des Deutschen Roten Kreuzes